# Diaspis elaeidis
Diaspis elaeidis är en insektsart som beskrevs av Abraham Munting 1969. Diaspis elaeidis ingår i släktet Diaspis och familjen pansarsköldlöss. Inga underarter finns listade i Catalogue of Life.